# Eleições autárquicas de 2021 em Aveiro

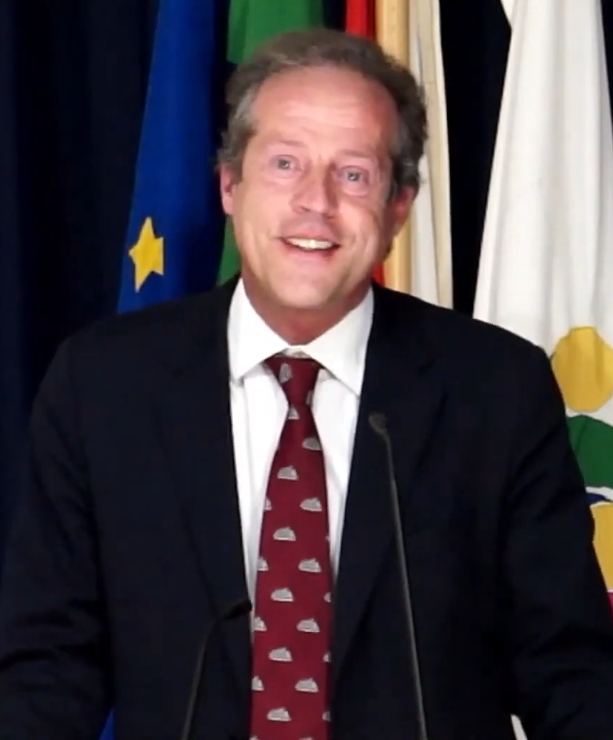
José Ribau Esteves, reeleito Presidente da Câmara de Aveiro em 2021

As eleições autárquicas de 2021 serviram para eleger os diferentes órgãos do poder local autárquico do concelho de Aveiro.
A coligação PSD/CDS, que teve como candidato o autarca incumbente, José Ribau Esteves, voltou novamente a vencer as eleições no concelho. A coligação obteve um resultado melhor ao de 2017, conseguindo 51,3% dos votos e 6 vereadores.
O Partido Socialista, que concorreu numa coligação com o Pessoas–Animais–Natureza, viu a sua votação a baixar para os 26% e a ficar-se pelos 3 vereadores.
Por fim, destacar que, apesar dos 6,4% dos votos, o Bloco de Esquerda voltou a falhar a eleição de um vereador para a autarquia local.

## Candidatos
| Lista | Lista                                           | Candidato                |
| ----- | ----------------------------------------------- | ------------------------ |
|       | PSD-CDS-PPM                                     | Ribau Esteves            |
|       | PS-PAN                                          | Manuel Oliveira de Sousa |
|       | Bloco de Esquerda                               | Nelson Peralta           |
|       | Coligação Democrática Unitária                  | Miguel Viegas            |
|       | CHEGA                                           | Cândido Oliveira         |
|       | Iniciativa Liberal                              | Miguel Gomes             |
|       | Nós, Cidadãos!                                  | Paulo Alves              |
|       | Partido Comunista dos Trabalhadores Portugueses | João Pinto               |

## Resultados Oficiais
Os resultados nas eleições autárquicas de 2021 no concelho de Aveiro para os diferentes órgãos do poder local foram os seguintes:

### Câmara Municipal
| Partido                 | Partido                                         | Votos  | %               | +/-  | Vereadores | +/-     |
| ----------------------- | ----------------------------------------------- | ------ | --------------- | ---- | ---------- | ------- |
|                         | PSD-CDS-PPM                                     | 17 549 | 51,26 / 100,00  | 2,74 | 6 / 9      | Estável |
|                         | PS-PAN                                          | 8 901  | 26,00 / 100,00  | -    | 3 / 9      | -       |
|                         | Bloco de Esquerda                               | 2 191  | 6,40 / 100,00   | 0,41 | 0 / 9      | Estável |
|                         | CHEGA                                           | 1 383  | 4,04 / 100,00   | Novo | 0 / 9      | Novo    |
|                         | Coligação Democrática Unitária                  | 1 144  | 3,44 / 100,00   | 0,60 | 0 / 9      | Estável |
|                         | Iniciativa Liberal                              | 790    | 2,31 / 100,00   | Novo | 0 / 9      | Novo    |
|                         | Nós, Cidadãos!                                  | 358    | 1,05 / 100,00   | -    | 0 / 9      | -       |
|                         | Partido Comunista dos Trabalhadores Portugueses | 92     | 0,27 / 100,00   | -    | 0 / 9      | -       |
| Votos Inválidos         | Votos Inválidos                                 | 1 829  | 5,34 / 100,00   | 1,02 |            |         |
| Total                   | Total                                           | 34 237 | 100,00 / 100,00 |      | 9 / 9      |         |
| Eleitorado/Participação | Eleitorado/Participação                         | 70 541 | 48,53 / 100,00  | 0,56 |            |         |

### Assembleia Municipal
| Partido                 | Partido                        | Votos  | %               | +/-  | Deputados | +/-     |
| ----------------------- | ------------------------------ | ------ | --------------- | ---- | --------- | ------- |
|                         | PSD-CDS-PPM                    | 16 270 | 47,52 / 100,00  | 2,86 | 15 / 27   | 1       |
|                         | PS-PAN                         | 9 183  | 26,82 / 100,00  | -    | 8 / 27    | -       |
|                         | Bloco de Esquerda              | 2 883  | 8,42 / 100,00   | 0,05 | 2 / 27    | Estável |
|                         | CHEGA                          | 1 609  | 4,70 / 100,00   | Novo | 1 / 27    | Novo    |
|                         | Coligação Democrática Unitária | 1 355  | 3,96 / 100,00   | 0,46 | 1 / 27    | Estável |
|                         | Iniciativa Liberal             | 1 025  | 2,99 / 100,00   | Novo | 0 / 27    | Novo    |
| Votos Inválidos         | Votos Inválidos                | 1 911  | 5,58 / 100,00   | 1,13 |           |         |
| Total                   | Total                          | 34 236 | 100,00 / 100,00 |      | 27 / 27   |         |
| Eleitorado/Participação | Eleitorado/Participação        | 70 541 | 48,53 / 100,00  | 0,57 |           |         |

### Juntas de Freguesia
| Partido                 | Partido                        | Votos  | %               | +/-  | Presidentes | +/-     | Mandatos  | +/-  |
| ----------------------- | ------------------------------ | ------ | --------------- | ---- | ----------- | ------- | --------- | ---- |
|                         | PSD-CDS-PPM                    | 16 709 | 48,81 / 100,00  | 3,13 | 9 / 10      | 1       | 68 / 112  | 7    |
|                         | PS-PAN                         | 8 873  | 25,92 / 100,00  | -    | 1 / 10      | -       | 33 / 112  | -    |
|                         | Bloco de Esquerda              | 2 491  | 7,28 / 100,00   | 0,94 | 0 / 10      | Estável | 4 / 112   | 1    |
|                         | Grupo de Cidadãos              | 1 476  | 4,31 / 100,00   | 3,07 | 0 / 10      | Estável | 6 / 112   | 5    |
|                         | Coligação Democrática Unitária | 1 367  | 3,99 / 100,00   | 0,39 | 0 / 10      | Estável | 1 / 112   | 2    |
|                         | CHEGA                          | 741    | 2,16 / 100,00   | Novo | 0 / 10      | Novo    | 0 / 112   | Novo |
|                         | Iniciativa Liberal             | 408    | 1,19 / 100,00   | Novo | 0 / 10      | Novo    | 0 / 112   | Novo |
| Votos Inválidos         | Votos Inválidos                | 2 170  | 6,33 / 100,00   | 0,85 |             |         |           |      |
| Total                   | Total                          | 34 235 | 100,00 / 100,00 |      | 10 / 10     |         | 112 / 112 |      |
| Eleitorado/Participação | Eleitorado/Participação        | 70 541 | 48,53 / 100,00  | 0,55 |             |         |           |      |

## Resultados por Freguesia

### Câmara Municipal
| Freguesia                                 | %             | %       | %    | %    | %     | %    | %    | %    | Votantes |
| Freguesia                                 | PSD- CDS- PPM | PS- PAN | BE   | CH   | CDU   | IL   | NC   | PCTP | Votantes |
| ----------------------------------------- | ------------- | ------- | ---- | ---- | ----- | ---- | ---- | ---- | -------- |
| Freguesia                                 |               |         |      |      |       |      |      |      | Votantes |
| Aradas                                    | 56,44         | 22,27   | 5,15 | 3,85 | 1,99  | 2,34 | 1,73 | 0,43 | 3 978    |
| Cacia                                     | 57,27         | 21,92   | 6,49 | 3,73 | 2,86  | 1,20 | 0,88 | 0,42 | 3 080    |
| Eixo e Eirol                              | 51,55         | 30,06   | 4,65 | 4,10 | 2,33  | 1,22 | 0,78 | 0,11 | 2 708    |
| Esgueira                                  | 47,19         | 29,89   | 6,61 | 4,34 | 4,05  | 2,13 | 0,72 | 0,17 | 5 253    |
| Glória e Vera Cruz                        | 44,62         | 28,43   | 8,34 | 3,38 | 5,08  | 3,65 | 1,06 | 0,31 | 8 695    |
| Oliveirinha                               | 61,61         | 16,91   | 6,17 | 4,86 | 1,70  | 1,51 | 0,83 | 0,10 | 2 058    |
| Requeixo, Nossa Senhora de Fátima e Nariz | 58,52         | 25,17   | 4,09 | 3,75 | 1,35  | 0,91 | 0,34 | 0,24 | 2 078    |
| Santa Joana                               | 52,06         | 25,98   | 6,26 | 4,47 | 2,86  | 2,35 | 1,10 | 0,12 | 3 356    |
| São Bernardo                              | 53,69         | 20,94   | 6,29 | 5,72 | 1,66  | 2,64 | 1,87 | 0,41 | 2 464    |
| São Jacinto                               | 40,74         | 39,68   | 1,94 | 2,29 | 10,41 | 0,71 | 0,71 | 0,35 | 567      |
| Aveiro                                    | 51,26         | 26,00   | 6,40 | 4,04 | 3,34  | 2,31 | 1,05 | 0,27 | 34 237   |

#### Aradas
| Partido                 | Partido                                         | Votos | %               | +/-  |
| ----------------------- | ----------------------------------------------- | ----- | --------------- | ---- |
|                         | PSD-CDS-PPM                                     | 2 245 | 56,44 / 100,00  | 1,45 |
|                         | PS-PAN                                          | 886   | 22,27 / 100,00  | -    |
|                         | Bloco de Esquerda                               | 205   | 5,15 / 100,00   | 0,84 |
|                         | CHEGA                                           | 153   | 3,85 / 100,00   | Novo |
|                         | Iniciativa Liberal                              | 93    | 2,34 / 100,00   | Novo |
|                         | Coligação Democrática Unitária                  | 79    | 1,99 / 100,00   | 0,26 |
|                         | Nós, Cidadãos!                                  | 69    | 1,73 / 100,00   | -    |
|                         | Partido Comunista dos Trabalhadores Portugueses | 17    | 0,43 / 100,00   | -    |
| Votos Inválidos         | Votos Inválidos                                 | 231   | 5,81 / 100,00   | 0,22 |
| Total                   | Total                                           | 3 978 | 100,00 / 100,00 |      |
| Eleitorado/Participação | Eleitorado/Participação                         | 8 433 | 47,17 / 100,00  | 1,25 |

#### Cacia
| Partido                 | Partido                                         | Votos | %               | +/-  |
| ----------------------- | ----------------------------------------------- | ----- | --------------- | ---- |
|                         | PSD-CDS-PPM                                     | 1 764 | 57,27 / 100,00  | 7,98 |
|                         | PS-PAN                                          | 675   | 21,92 / 100,00  | -    |
|                         | Bloco de Esquerda                               | 200   | 6,49 / 100,00   | 0,37 |
|                         | CHEGA                                           | 115   | 3,73 / 100,00   | Novo |
|                         | Coligação Democrática Unitária                  | 88    | 2,86 / 100,00   | 0,27 |
|                         | Iniciativa Liberal                              | 37    | 1,20 / 100,00   | Novo |
|                         | Nós, Cidadãos!                                  | 27    | 0,88 / 100,00   | -    |
|                         | Partido Comunista dos Trabalhadores Portugueses | 13    | 0,42 / 100,00   | -    |
| Votos Inválidos         | Votos Inválidos                                 | 161   | 5,23 / 100,00   | 0,54 |
| Total                   | Total                                           | 3 080 | 100,00 / 100,00 |      |
| Eleitorado/Participação | Eleitorado/Participação                         | 6 137 | 50,19 / 100,00  | 1,39 |

#### Eixo e Eirol
| Partido                 | Partido                                         | Votos | %               | +/-  |
| ----------------------- | ----------------------------------------------- | ----- | --------------- | ---- |
|                         | PSD-CDS-PPM                                     | 1 396 | 51,55 / 100,00  | 9,11 |
|                         | PS-PAN                                          | 814   | 30,06 / 100,00  | -    |
|                         | Bloco de Esquerda                               | 126   | 4,65 / 100,00   | 0,64 |
|                         | CHEGA                                           | 111   | 4,10 / 100,00   | Novo |
|                         | Coligação Democrática Unitária                  | 63    | 2,33 / 100,00   | 0,37 |
|                         | Iniciativa Liberal                              | 33    | 1,22 / 100,00   | Novo |
|                         | Nós, Cidadãos!                                  | 21    | 0,78 / 100,00   | -    |
|                         | Partido Comunista dos Trabalhadores Portugueses | 3     | 0,11 / 100,00   | -    |
| Votos Inválidos         | Votos Inválidos                                 | 141   | 5,21 / 100,00   | 1,02 |
| Total                   | Total                                           | 2 708 | 100,00 / 100,00 |      |
| Eleitorado/Participação | Eleitorado/Participação                         | 5 503 | 49,21 / 100,00  | 1,11 |

#### Esgueira
| Partido                 | Partido                                         | Votos  | %               | +/-  |
| ----------------------- | ----------------------------------------------- | ------ | --------------- | ---- |
|                         | PSD-CDS-PPM                                     | 2 479  | 47,19 / 100,00  | 3,96 |
|                         | PS-PAN                                          | 1 570  | 29,89 / 100,00  | -    |
|                         | Bloco de Esquerda                               | 347    | 6,61 / 100,00   | 0,22 |
|                         | CHEGA                                           | 228    | 4,34 / 100,00   | Novo |
|                         | Coligação Democrática Unitária                  | 213    | 4,05 / 100,00   | 1,03 |
|                         | Iniciativa Liberal                              | 112    | 2,13 / 100,00   | Novo |
|                         | Nós, Cidadãos!                                  | 38     | 0,72 / 100,00   | -    |
|                         | Partido Comunista dos Trabalhadores Portugueses | 9      | 0,17 / 100,00   | -    |
| Votos Inválidos         | Votos Inválidos                                 | 257    | 4,90 / 100,00   | 1,04 |
| Total                   | Total                                           | 5 253  | 100,00 / 100,00 |      |
| Eleitorado/Participação | Eleitorado/Participação                         | 11 893 | 44,17 / 100,00  | 3,53 |

#### Glória e Vera Cruz
| Partido                 | Partido                                         | Votos  | %               | +/-  |
| ----------------------- | ----------------------------------------------- | ------ | --------------- | ---- |
|                         | PSD-CDS-PPM                                     | 3 880  | 44,62 / 100,00  | 0,33 |
|                         | PS-PAN                                          | 2 472  | 28,43 / 100,00  | -    |
|                         | Bloco de Esquerda                               | 725    | 8,34 / 100,00   | 0,53 |
|                         | Coligação Democrática Unitária                  | 442    | 5,08 / 100,00   | 0,64 |
|                         | Iniciativa Liberal                              | 317    | 3,65 / 100,00   | Novo |
|                         | CHEGA                                           | 294    | 3,38 / 100,00   | Novo |
|                         | Nós, Cidadãos!                                  | 92     | 1,06 / 100,00   | -    |
|                         | Partido Comunista dos Trabalhadores Portugueses | 27     | 0,31 / 100,00   | -    |
| Votos Inválidos         | Votos Inválidos                                 | 446    | 5,13 / 100,00   | 1,58 |
| Total                   | Total                                           | 8 695  | 100,00 / 100,00 |      |
| Eleitorado/Participação | Eleitorado/Participação                         | 17 822 | 48,79 / 100,00  | 0,04 |

#### Oliveirinha
| Partido                 | Partido                                         | Votos | %               | +/-  |
| ----------------------- | ----------------------------------------------- | ----- | --------------- | ---- |
|                         | PSD-CDS-PPM                                     | 1 268 | 61,61 / 100,00  | 0,86 |
|                         | PS-PAN                                          | 348   | 16,91 / 100,00  | -    |
|                         | Bloco de Esquerda                               | 127   | 6,17 / 100,00   | 1,69 |
|                         | CHEGA                                           | 100   | 4,86 / 100,00   | Novo |
|                         | Coligação Democrática Unitária                  | 35    | 1,70 / 100,00   | 0,92 |
|                         | Iniciativa Liberal                              | 31    | 1,51 / 100,00   | Novo |
|                         | Nós, Cidadãos!                                  | 17    | 0,83 / 100,00   | -    |
|                         | Partido Comunista dos Trabalhadores Portugueses | 10    | 0,10 / 100,00   | -    |
| Votos Inválidos         | Votos Inválidos                                 | 130   | 6,31 / 100,00   | 0,11 |
| Total                   | Total                                           | 2 058 | 100,00 / 100,00 |      |
| Eleitorado/Participação | Eleitorado/Participação                         | 4 174 | 49,31 / 100,00  | 0,80 |

#### Requeixo, Nossa Senhora de Fátima e Nariz
| Partido                 | Partido                                         | Votos | %               | +/-  |
| ----------------------- | ----------------------------------------------- | ----- | --------------- | ---- |
|                         | PSD-CDS-PPM                                     | 1 216 | 58,52 / 100,00  | 0,48 |
|                         | PS-PAN                                          | 523   | 25,17 / 100,00  | -    |
|                         | Bloco de Esquerda                               | 85    | 4,09 / 100,00   | 0,75 |
|                         | CHEGA                                           | 78    | 3,75 / 100,00   | Novo |
|                         | Coligação Democrática Unitária                  | 28    | 1,35 / 100,00   | 0,39 |
|                         | Iniciativa Liberal                              | 19    | 0,91 / 100,00   | Novo |
|                         | Nós, Cidadãos!                                  | 7     | 0,34 / 100,00   | -    |
|                         | Partido Comunista dos Trabalhadores Portugueses | 5     | 0,24 / 100,00   | -    |
| Votos Inválidos         | Votos Inválidos                                 | 117   | 5,63 / 100,00   | 1,58 |
| Total                   | Total                                           | 2 078 | 100,00 / 100,00 |      |
| Eleitorado/Participação | Eleitorado/Participação                         | 3 987 | 52,12 / 100,00  | 1,16 |

#### Santa Joana
| Partido                 | Partido                                         | Votos | %               | +/-  |
| ----------------------- | ----------------------------------------------- | ----- | --------------- | ---- |
|                         | PSD-CDS-PPM                                     | 1 747 | 52,06 / 100,00  | 4,92 |
|                         | PS-PAN                                          | 872   | 25,98 / 100,00  | -    |
|                         | Bloco de Esquerda                               | 210   | 6,26 / 100,00   | 0,04 |
|                         | CHEGA                                           | 150   | 4,47 / 100,00   | Novo |
|                         | Coligação Democrática Unitária                  | 96    | 2,86 / 100,00   | 0,49 |
|                         | Iniciativa Liberal                              | 79    | 2,35 / 100,00   | Novo |
|                         | Nós, Cidadãos!                                  | 37    | 1,10 / 100,00   | -    |
|                         | Partido Comunista dos Trabalhadores Portugueses | 4     | 0,12 / 100,00   | -    |
| Votos Inválidos         | Votos Inválidos                                 | 161   | 4,80 / 100,00   | 1,76 |
| Total                   | Total                                           | 3 356 | 100,00 / 100,00 |      |
| Eleitorado/Participação | Eleitorado/Participação                         | 7 182 | 46,73 / 100,00  | 0,59 |

#### São Bernardo
| Partido                 | Partido                                         | Votos | %               | +/-  |
| ----------------------- | ----------------------------------------------- | ----- | --------------- | ---- |
|                         | PSD-CDS-PPM                                     | 1 323 | 53,69 / 100,00  | 0,64 |
|                         | PS-PAN                                          | 516   | 20,94 / 100,00  | -    |
|                         | Bloco de Esquerda                               | 155   | 6,29 / 100,00   | 0,18 |
|                         | CHEGA                                           | 141   | 5,72 / 100,00   | Novo |
|                         | Iniciativa Liberal                              | 65    | 2,64 / 100,00   | Novo |
|                         | Nós, Cidadãos!                                  | 46    | 1,87 / 100,00   | -    |
|                         | Coligação Democrática Unitária                  | 41    | 1,66 / 100,00   | 1,21 |
|                         | Partido Comunista dos Trabalhadores Portugueses | 10    | 0,41 / 100,00   | -    |
| Votos Inválidos         | Votos Inválidos                                 | 167   | 6,77 / 100,00   | 0,73 |
| Total                   | Total                                           | 2 464 | 100,00 / 100,00 |      |
| Eleitorado/Participação | Eleitorado/Participação                         | 4 559 | 54,05 / 100,00  | 1,72 |

#### São Jacinto
| Partido                 | Partido                                         | Votos | %               | +/-  |
| ----------------------- | ----------------------------------------------- | ----- | --------------- | ---- |
|                         | PSD-CDS-PPM                                     | 231   | 40,74 / 100,00  | 8,52 |
|                         | PS-PAN                                          | 225   | 39,68 / 100,00  | -    |
|                         | Coligação Democrática Unitária                  | 59    | 10,41 / 100,00  | 4,22 |
|                         | CHEGA                                           | 13    | 2,29 / 100,00   | Novo |
|                         | Bloco de Esquerda                               | 11    | 1,94 / 100,00   | 6,21 |
|                         | Iniciativa Liberal                              | 4     | 0,71 / 100,00   | Novo |
|                         | Nós, Cidadãos!                                  | 4     | 0,71 / 100,00   | -    |
|                         | Partido Comunista dos Trabalhadores Portugueses | 2     | 0,35 / 100,00   | -    |
| Votos Inválidos         | Votos Inválidos                                 | 18    | 3,18 / 100,00   | 2,56 |
| Total                   | Total                                           | 567   | 100,00 / 100,00 |      |
| Eleitorado/Participação | Eleitorado/Participação                         | 851   | 66,63 / 100,00  | 4,85 |

### Assembleia Municipal
| Freguesia                                 | %             | %       | %     | %    | %     | %    | Votantes |
| Freguesia                                 | PSD- CDS- PPM | PS- PAN | BE    | CH   | CDU   | IL   | Votantes |
| ----------------------------------------- | ------------- | ------- | ----- | ---- | ----- | ---- | -------- |
| Freguesia                                 |               |         |       |      |       |      | Votantes |
| Aradas                                    | 52,56         | 23,78   | 7,09  | 4,55 | 2,64  | 3,27 | 3 978    |
| Cacia                                     | 54,58         | 23,31   | 8,18  | 4,58 | 3,31  | 1,53 | 3 080    |
| Eixo e Eirol                              | 46,90         | 33,35   | 5,91  | 4,14 | 2,73  | 1,48 | 2 708    |
| Esgueira                                  | 42,22         | 31,56   | 8,64  | 5,12 | 5,01  | 2,82 | 5 253    |
| Glória e Vera Cruz                        | 40,29         | 28,50   | 11,21 | 4,01 | 5,98  | 4,75 | 8 694    |
| Oliveirinha                               | 57,87         | 17,93   | 7,53  | 5,78 | 1,90  | 2,09 | 2 058    |
| Requeixo, Nossa Senhora de Fátima e Nariz | 57,56         | 24,40   | 5,10  | 4,23 | 1,64  | 1,11 | 2 078    |
| Santa Joana                               | 49,49         | 26,01   | 8,22  | 5,42 | 3,19  | 2,32 | 3 356    |
| São Bernardo                              | 50,53         | 21,23   | 8,52  | 6,33 | 1,99  | 4,10 | 2 464    |
| São Jacinto                               | 37,74         | 42,15   | 2,29  | 2,12 | 10,93 | 0,35 | 567      |
| Aveiro                                    | 47,52         | 26,82   | 8,42  | 4,70 | 3,96  | 2,99 | 34 236   |

#### Aradas
| Partido                 | Partido                        | Votos | %               | +/-  |
| ----------------------- | ------------------------------ | ----- | --------------- | ---- |
|                         | PSD-CDS-PPM                    | 2 091 | 52,56 / 100,00  | 3,02 |
|                         | PS-PAN                         | 946   | 23,78 / 100,00  | -    |
|                         | Bloco de Esquerda              | 282   | 7,09 / 100,00   | 0,19 |
|                         | CHEGA                          | 181   | 4,55 / 100,00   | Novo |
|                         | Iniciativa Liberal             | 130   | 3,27 / 100,00   | Novo |
|                         | Coligação Democrática Unitária | 105   | 2,64 / 100,00   | 0,51 |
| Votos Inválidos         | Votos Inválidos                | 243   | 6,10 / 100,00   | 0,04 |
| Total                   | Total                          | 3 978 | 100,00 / 100,00 |      |
| Eleitorado/Participação | Eleitorado/Participação        | 8 433 | 47,17 / 100,00  | 1,25 |

#### Cacia
| Partido                 | Partido                        | Votos | %               | +/-  |
| ----------------------- | ------------------------------ | ----- | --------------- | ---- |
|                         | PSD-CDS-PPM                    | 1 681 | 54,58 / 100,00  | 8,77 |
|                         | PS-PAN                         | 687   | 22,31 / 100,00  | -    |
|                         | Bloco de Esquerda              | 252   | 8,18 / 100,00   | 0,20 |
|                         | CHEGA                          | 141   | 4,58 / 100,00   | Novo |
|                         | Coligação Democrática Unitária | 102   | 3,31 / 100,00   | 0,14 |
|                         | Iniciativa Liberal             | 47    | 1,53 / 100,00   | Novo |
| Votos Inválidos         | Votos Inválidos                | 170   | 5,52 / 100,00   | 0,84 |
| Total                   | Total                          | 3 080 | 100,00 / 100,00 |      |
| Eleitorado/Participação | Eleitorado/Participação        | 6 137 | 50,19 / 100,00  | 1,39 |

#### Eixo e Eirol
| Partido                 | Partido                        | Votos | %               | +/-  |
| ----------------------- | ------------------------------ | ----- | --------------- | ---- |
|                         | PSD-CDS-PPM                    | 1 270 | 46,90 / 100,00  | 8,74 |
|                         | PS-PAN                         | 903   | 33,35 / 100,00  | -    |
|                         | Bloco de Esquerda              | 160   | 5,91 / 100,00   | 0,39 |
|                         | CHEGA                          | 112   | 4,14 / 100,00   | Novo |
|                         | Coligação Democrática Unitária | 74    | 2,73 / 100,00   | 0,22 |
|                         | Iniciativa Liberal             | 40    | 1,48 / 100,00   | Novo |
| Votos Inválidos         | Votos Inválidos                | 149   | 5,50 / 100,00   | 1,37 |
| Total                   | Total                          | 2 708 | 100,00 / 100,00 |      |
| Eleitorado/Participação | Eleitorado/Participação        | 5 503 | 49,21 / 100,00  | 1,11 |

#### Esgueira
| Partido                 | Partido                        | Votos  | %               | +/-  |
| ----------------------- | ------------------------------ | ------ | --------------- | ---- |
|                         | PSD-CDS-PPM                    | 2 218  | 42,22 / 100,00  | 2,74 |
|                         | PS-PAN                         | 1 658  | 31,56 / 100,00  | -    |
|                         | Bloco de Esquerda              | 454    | 8,64 / 100,00   | 0,43 |
|                         | CHEGA                          | 269    | 5,12 / 100,00   | Novo |
|                         | Coligação Democrática Unitária | 263    | 5,01 / 100,00   | 0,16 |
|                         | Iniciativa Liberal             | 148    | 2,82 / 100,00   | Novo |
| Votos Inválidos         | Votos Inválidos                | 243    | 4,63 / 100,00   | 1,70 |
| Total                   | Total                          | 5 253  | 100,00 / 100,00 |      |
| Eleitorado/Participação | Eleitorado/Participação        | 11 893 | 44,17 / 100,00  | 3,53 |

#### Glória e Vera Cruz
| Partido                 | Partido                        | Votos  | %               | +/-  |
| ----------------------- | ------------------------------ | ------ | --------------- | ---- |
|                         | PSD-CDS-PPM                    | 3 503  | 40,29 / 100,00  | 0,09 |
|                         | PS-PAN                         | 2 478  | 28,50 / 100,00  | -    |
|                         | Bloco de Esquerda              | 975    | 11,21 / 100,00  | 0,08 |
|                         | Coligação Democrática Unitária | 520    | 5,98 / 100,00   | 0,02 |
|                         | Iniciativa Liberal             | 413    | 4,75 / 100,00   | Novo |
|                         | CHEGA                          | 349    | 4,01 / 100,00   | Novo |
| Votos Inválidos         | Votos Inválidos                | 454    | 5,24 / 100,00   | 1,37 |
| Total                   | Total                          | 8 694  | 100,00 / 100,00 |      |
| Eleitorado/Participação | Eleitorado/Participação        | 17 822 | 48,78 / 100,00  | 0,10 |

#### Oliveirinha
| Partido                 | Partido                        | Votos | %               | +/-  |
| ----------------------- | ------------------------------ | ----- | --------------- | ---- |
|                         | PSD-CDS-PPM                    | 1 191 | 57,87 / 100,00  | 1,60 |
|                         | PS-PAN                         | 369   | 17,93 / 100,00  | -    |
|                         | Bloco de Esquerda              | 155   | 7,53 / 100,00   | 1,43 |
|                         | CHEGA                          | 119   | 5,78 / 100,00   | Novo |
|                         | Iniciativa Liberal             | 43    | 2,09 / 100,00   | Novo |
|                         | Coligação Democrática Unitária | 39    | 1,90 / 100,00   | 0,53 |
| Votos Inválidos         | Votos Inválidos                | 142   | 6,90 / 100,00   | 0,32 |
| Total                   | Total                          | 2 058 | 100,00 / 100,00 |      |
| Eleitorado/Participação | Eleitorado/Participação        | 4 174 | 49,31 / 100,00  | 0,80 |

#### Requeixo, Nossa Senhora de Fátima e Nariz
| Partido                 | Partido                        | Votos | %               | +/-  |
| ----------------------- | ------------------------------ | ----- | --------------- | ---- |
|                         | PSD-CDS-PPM                    | 1 196 | 57,56 / 100,00  | 0,12 |
|                         | PS-PAN                         | 507   | 24,40 / 100,00  | -    |
|                         | Bloco de Esquerda              | 106   | 5,10 / 100,00   | 0,95 |
|                         | CHEGA                          | 88    | 4,23 / 100,00   | Novo |
|                         | Coligação Democrática Unitária | 34    | 1,64 / 100,00   | 0,83 |
|                         | Iniciativa Liberal             | 23    | 1,11 / 100,00   | Novo |
| Votos Inválidos         | Votos Inválidos                | 124   | 5,97 / 100,00   | 1,68 |
| Total                   | Total                          | 2 078 | 100,00 / 100,00 |      |
| Eleitorado/Participação | Eleitorado/Participação        | 3 987 | 52,12 / 100,00  | 1,18 |

#### Santa Joana
| Partido                 | Partido                        | Votos | %               | +/-  |
| ----------------------- | ------------------------------ | ----- | --------------- | ---- |
|                         | PSD-CDS-PPM                    | 1 661 | 49,49 / 100,00  | 5,32 |
|                         | PS-PAN                         | 873   | 26,01 / 100,00  | -    |
|                         | Bloco de Esquerda              | 276   | 8,22 / 100,00   | 0,53 |
|                         | CHEGA                          | 182   | 5,42 / 100,00   | Novo |
|                         | Coligação Democrática Unitária | 107   | 3,19 / 100,00   | 0,72 |
|                         | Iniciativa Liberal             | 78    | 2,32 / 100,00   | Novo |
| Votos Inválidos         | Votos Inválidos                | 179   | 5,34 / 100,00   | 1,57 |
| Total                   | Total                          | 3 356 | 100,00 / 100,00 |      |
| Eleitorado/Participação | Eleitorado/Participação        | 7 182 | 46,73 / 100,00  | 0,57 |

#### São Bernardo
| Partido                 | Partido                        | Votos | %               | +/-  |
| ----------------------- | ------------------------------ | ----- | --------------- | ---- |
|                         | PSD-CDS-PPM                    | 1 245 | 50,53 / 100,00  | 1,06 |
|                         | PS-PAN                         | 523   | 21,23 / 100,00  | -    |
|                         | Bloco de Esquerda              | 210   | 8,52 / 100,00   | 0,59 |
|                         | CHEGA                          | 156   | 6,33 / 100,00   | Novo |
|                         | Iniciativa Liberal             | 101   | 4,10 / 100,00   | Novo |
|                         | Coligação Democrática Unitária | 49    | 1,99 / 100,00   | 1,44 |
| Votos Inválidos         | Votos Inválidos                | 180   | 7,30 / 100,00   | 0,88 |
| Total                   | Total                          | 2 464 | 100,00 / 100,00 |      |
| Eleitorado/Participação | Eleitorado/Participação        | 4 559 | 54,05 / 100,00  | 1,72 |

#### São Jacinto
| Partido                 | Partido                        | Votos | %               | +/-  |
| ----------------------- | ------------------------------ | ----- | --------------- | ---- |
|                         | PS-PAN                         | 239   | 42,15 / 100,00  | -    |
|                         | PSD-CDS-PPM                    | 214   | 37,74 / 100,00  | 8,67 |
|                         | Coligação Democrática Unitária | 62    | 10,93 / 100,00  | 6,11 |
|                         | Bloco de Esquerda              | 13    | 2,29 / 100,00   | 5,12 |
|                         | CHEGA                          | 12    | 2,12 / 100,00   | Novo |
|                         | Iniciativa Liberal             | 2     | 0,35 / 100,00   | Novo |
| Votos Inválidos         | Votos Inválidos                | 25    | 4,41 / 100,00   | 2,26 |
| Total                   | Total                          | 567   | 100,00 / 100,00 |      |
| Eleitorado/Participação | Eleitorado/Participação        | 851   | 66,63 / 100,00  | 4,85 |

### Juntas de Freguesia

#### Aradas
| Partido                 | Partido                        | Votos | %               | +/-  | Mandatos | +/-     |
| ----------------------- | ------------------------------ | ----- | --------------- | ---- | -------- | ------- |
|                         | PSD-CDS-PPM                    | 1 841 | 46,28 / 100,00  | 3,71 | 7 / 13   | Estável |
|                         | Sentir Aradas                  | 761   | 19,13 / 100,00  | Novo | 3 / 13   | Novo    |
|                         | PS-PAN                         | 711   | 17,87 / 100,00  | -    | 3 / 13   | -       |
|                         | Bloco de Esquerda              | 175   | 4,40 / 100,00   | 1,45 | 0 / 13   | Estável |
|                         | CHEGA                          | 138   | 3,47 / 100,00   | Novo | 0 / 13   | Novo    |
|                         | Coligação Democrática Unitária | 81    | 2,04 / 100,00   | 0,58 | 0 / 13   | Estável |
| Votos Inválidos         | Votos Inválidos                | 271   | 6,81 / 100,00   | 0,13 |          |         |
| Total                   | Total                          | 3 978 | 100,00 / 100,00 |      | 13 / 13  |         |
| Eleitorado/Participação | Eleitorado/Participação        | 8 433 | 47,17 / 100,00  | 1,25 |          |         |

#### Cacia
| Partido                 | Partido                        | Votos | %               | +/-   | Mandatos | +/-     |
| ----------------------- | ------------------------------ | ----- | --------------- | ----- | -------- | ------- |
|                         | PSD-CDS-PPM                    | 1 960 | 63,64 / 100,00  | 17,33 | 10 / 13  | 3       |
|                         | PS-PAN                         | 626   | 20,32 / 100,00  | -     | 3 / 13   | -       |
|                         | Bloco de Esquerda              | 190   | 6,17 / 100,00   | 1,65  | 0 / 13   | 1       |
|                         | Coligação Democrática Unitária | 110   | 3,57 / 100,00   | 0,09  | 0 / 13   | Estável |
| Votos Inválidos         | Votos Inválidos                | 194   | 6,30 / 100,00   | 0,44  |          |         |
| Total                   | Total                          | 3 080 | 100,00 / 100,00 |       | 13 / 13  |         |
| Eleitorado/Participação | Eleitorado/Participação        | 6 137 | 50,19 / 100,00  | 1,39  |          |         |

#### Eixo e Eirol
| Partido                 | Partido                        | Votos | %               | +/-   | Mandatos | +/-     |
| ----------------------- | ------------------------------ | ----- | --------------- | ----- | -------- | ------- |
|                         | PSD-CDS-PPM                    | 1 192 | 44,02 / 100,00  | 12,74 | 7 / 13   | 3       |
|                         | PS-PAN                         | 1 139 | 42,06 / 100,00  | -     | 6 / 13   | -       |
|                         | Bloco de Esquerda              | 141   | 5,21 / 100,00   | 1,27  | 0 / 13   | 1       |
|                         | Coligação Democrática Unitária | 72    | 2,66 / 100,00   | 0,25  | 0 / 13   | Estável |
| Votos Inválidos         | Votos Inválidos                | 164   | 6,06 / 100,00   | 1,39  |          |         |
| Total                   | Total                          | 2 708 | 100,00 / 100,00 |       | 13 / 13  |         |
| Eleitorado/Participação | Eleitorado/Participação        | 5 503 | 49,21 / 100,00  | 1,11  |          |         |

#### Esgueira
| Partido                 | Partido                        | Votos  | %               | +/-  | Mandatos | +/-     |
| ----------------------- | ------------------------------ | ------ | --------------- | ---- | -------- | ------- |
|                         | PSD-CDS-PPM                    | 2 285  | 43,50 / 100,00  | 2,51 | 7 / 13   | 1       |
|                         | PS-PAN                         | 1 755  | 33,41 / 100,00  | -    | 5 / 13   | -       |
|                         | Bloco de Esquerda              | 404    | 7,69 / 100,00   | 0,10 | 1 / 13   | Estável |
|                         | CHEGA                          | 271    | 5,16 / 100,00   | Novo | 0 / 13   | Novo    |
|                         | Coligação Democrática Unitária | 244    | 4,64 / 100,00   | 0,39 | 0 / 13   | Estável |
| Votos Inválidos         | Votos Inválidos                | 294    | 5,60 / 100,00   | 1,12 |          |         |
| Total                   | Total                          | 5 253  | 100,00 / 100,00 |      | 13 / 13  |         |
| Eleitorado/Participação | Eleitorado/Participação        | 11 893 | 44,17 / 100,00  | 3,53 |          |         |

#### Glória e Vera Cruz
| Partido                 | Partido                        | Votos  | %               | +/-  | Mandatos | +/-     |
| ----------------------- | ------------------------------ | ------ | --------------- | ---- | -------- | ------- |
|                         | PSD-CDS-PPM                    | 3 579  | 41,17 / 100,00  | 2,73 | 7 / 13   | Estável |
|                         | PS-PAN                         | 2 561  | 29,46 / 100,00  | -    | 5 / 13   | -       |
|                         | Bloco de Esquerda              | 786    | 9,04 / 100,00   | 2,97 | 1 / 13   | Estável |
|                         | Coligação Democrática Unitária | 505    | 5,81 / 100,00   | 0,28 | 0 / 13   | 1       |
|                         | Iniciativa Liberal             | 408    | 4,69 / 100,00   | Novo | 0 / 13   | Novo    |
|                         | CHEGA                          | 331    | 3,81 / 100,00   | Novo | 0 / 13   | Novo    |
| Votos Inválidos         | Votos Inválidos                | 523    | 6,02 / 100,00   | 1,65 |          |         |
| Total                   | Total                          | 8 693  | 100,00 / 100,00 |      | 13 / 13  |         |
| Eleitorado/Participação | Eleitorado/Participação        | 17 822 | 48,78 / 100,00  | 0,06 |          |         |

#### Oliveirinha
| Partido                 | Partido                        | Votos | %               | +/-     | Mandatos | +/-     |
| ----------------------- | ------------------------------ | ----- | --------------- | ------- | -------- | ------- |
|                         | PSD-CDS-PPM                    | 1 270 | 61,71 / 100,00  | 1,19    | 6 / 9    | 1       |
|                         | PS-PAN                         | 371   | 18,03 / 100,00  | -       | 2 / 9    | -       |
|                         | Bloco de Esquerda              | 207   | 10,06 / 100,00  | 4,86    | 1 / 9    | 1       |
|                         | Coligação Democrática Unitária | 50    | 2,43 / 100,00   | Estável | 0 / 9    | Estável |
| Votos Inválidos         | Votos Inválidos                | 160   | 7,78 / 100,00   | 1,05    |          |         |
| Total                   | Total                          | 2 058 | 100,00 / 100,00 |         | 9 / 9    |         |
| Eleitorado/Participação | Eleitorado/Participação        | 4 174 | 49,31 / 100,00  | 0,80    |          |         |

#### Requeixo, Nossa Senhora de Fátima e Nariz
| Partido                 | Partido                        | Votos | %               | +/-  | Mandatos | +/-     |
| ----------------------- | ------------------------------ | ----- | --------------- | ---- | -------- | ------- |
|                         | PSD-CDS-PPM                    | 1 258 | 60,54 / 100,00  | 0,27 | 7 / 9    | Estável |
|                         | PS-PAN                         | 516   | 24,83 / 100,00  | -    | 2 / 9    | -       |
|                         | Bloco de Esquerda              | 126   | 6,06 / 100,00   | 0,29 | 0 / 9    | Estável |
|                         | Coligação Democrática Unitária | 33    | 1,59 / 100,00   | 0,98 | 0 / 9    | Estável |
| Votos Inválidos         | Votos Inválidos                | 145   | 6,98 / 100,00   | 0,82 |          |         |
| Total                   | Total                          | 2 078 | 100,00 / 100,00 |      | 9 / 9    |         |
| Eleitorado/Participação | Eleitorado/Participação        | 3 987 | 52,12 / 100,00  | 1,21 |          |         |

#### Santa Joana
| Partido                 | Partido                        | Votos | %               | +/-  | Mandatos | +/-     |
| ----------------------- | ------------------------------ | ----- | --------------- | ---- | -------- | ------- |
|                         | PSD-CDS-PPM                    | 1 792 | 53,40 / 100,00  | 5,53 | 8 / 13   | 1       |
|                         | PS-PAN                         | 954   | 28,43 / 100,00  | -    | 4 / 13   | -       |
|                         | Bloco de Esquerda              | 274   | 8,16 / 100,00   | 0,75 | 1 / 13   | Estável |
|                         | Coligação Democrática Unitária | 113   | 3,37 / 100,00   | 0,60 | 0 / 13   | Estável |
| Votos Inválidos         | Votos Inválidos                | 223   | 6,64 / 100,00   | 0,12 |          |         |
| Total                   | Total                          | 3 356 | 100,00 / 100,00 |      | 13 / 13  |         |
| Eleitorado/Participação | Eleitorado/Participação        | 7 182 | 46,73 / 100,00  | 0,52 |          |         |

#### São Bernardo
| Partido                 | Partido                        | Votos | %               | +/-  | Mandatos | +/-     |
| ----------------------- | ------------------------------ | ----- | --------------- | ---- | -------- | ------- |
|                         | PSD-CDS-PPM                    | 1 321 | 53,61 / 100,00  | 3,72 | 6 / 9    | 1       |
|                         | São Bernardo Mais e Melhor     | 715   | 29,02 / 100,00  | Novo | 3 / 9    | Novo    |
|                         | Bloco de Esquerda              | 188   | 7,63 / 100,00   | 0,05 | 0 / 9    | Estável |
|                         | Coligação Democrática Unitária | 57    | 2,31 / 100,00   | 0,65 | 0 / 9    | Estável |
| Votos Inválidos         | Votos Inválidos                | 183   | 7,42 / 100,00   | 1,03 |          |         |
| Total                   | Total                          | 2 464 | 100,00 / 100,00 |      | 9 / 9    |         |
| Eleitorado/Participação | Eleitorado/Participação        | 4 559 | 54,05 / 100,00  | 1,72 |          |         |

#### São Jacinto
| Partido                 | Partido                        | Votos | %               | +/-  | Mandatos | +/-  |
| ----------------------- | ------------------------------ | ----- | --------------- | ---- | -------- | ---- |
|                         | PS-PAN                         | 240   | 42,33 / 100,00  | -    | 3 / 7    | -    |
|                         | PSD-CDS-PPM                    | 211   | 37,21 / 100,00  | 8,69 | 3 / 7    | 1    |
|                         | Coligação Democrática Unitária | 102   | 17,99 / 100,00  | 3,12 | 1 / 7    | 1    |
|                         | CHEGA                          | 1     | 0,18 / 100,00   | Novo | 0 / 7    | Novo |
| Votos Inválidos         | Votos Inválidos                | 13    | 2,30 / 100,00   | 2,89 |          |      |
| Total                   | Total                          | 567   | 100,00 / 100,00 |      | 7 / 7    |      |
| Eleitorado/Participação | Eleitorado/Participação        | 851   | 66,63 / 100,00  | 4,85 |          |      |

| Freguesia                                 | 2017-2021 | 2017-2021          | 2017-2021      | 2021-2025 | 2021-2025   | 2021-2025      |
| ----------------------------------------- | --------- | ------------------ | -------------- | --------- | ----------- | -------------- |
| Aradas                                    |           | PSD-CDS-PPM        | 42,57 / 100,00 |           | PSD-CDS-PPM | 46,28 / 100,00 |
| Cacia                                     |           | PSD-CDS-PPM        | 46,31 / 100,00 |           | PSD-CDS-PPM | 63,64 / 100,00 |
| Eixo e Eirol                              |           | Partido Socialista | 52,38 / 100,00 |           | PSD-CDS-PPM | 44,02 / 100,00 |
| Esgueira                                  |           | PSD-CDS-PPM        | 40,99 / 100,00 |           | PSD-CDS-PPM | 43,50 / 100,00 |
| Glória e Vera Cruz                        |           | PSD-CDS-PPM        | 43,90 / 100,00 |           | PSD-CDS-PPM | 41,17 / 100,00 |
| Oliveirinha                               |           | PSD-CDS-PPM        | 62,90 / 100,00 |           | PSD-CDS-PPM | 61,71 / 100,00 |
| Requeixo, Nossa Senhora de Fátima e Nariz |           | PSD-CDS-PPM        | 60,27 / 100,00 |           | PSD-CDS-PPM | 60,54 / 100,00 |
| Santa Joana                               |           | PSD-CDS-PPM        | 47,87 / 100,00 |           | PSD-CDS-PPM | 53,40 / 100,00 |
| São Bernardo                              |           | PSD-CDS-PPM        | 57,33 / 100,00 |           | PSD-CDS-PPM | 53,61 / 100,00 |
| São Jacinto                               |           | Partido Socialista | 36,67 / 100,00 |           | PS-PAN      | 42,33 / 100,00 |